# محمد سلامة (قارئ)
الشيخ محمد سلامة (1899 - 1982) هو قارئ قرآن مصري ويعد أحد أعلام هذا المجال البارزين، من مواليد مدينة مسطرد التابعة لمحافظة القليوبية في مصر. درس في جامعة الأزهر وكان من الذين يحفظون القرآن، أصبح قارئا في سن مبكرة. حارب في الثورة المصرية عام 1919 ضد البريطانيين. استقر في فلسطين بعد الحرب العالمية الأولى، قبل أن يعود إلى مصر في الثلاثينيات من القرن العشرين.
رفض الشيخ سلامة قراءة القرآن في الإذاعة لأنه كان يعتقد أنه محرم، حتى عام 1948 حيث تراجع الشيخ عن فكرة تحريم التلاوة في الإذعة وبدأ يسجل تلاوات قرآنية استمرت حتى وفاته. في عام 1937 شارك في مؤتمر قراء القرآن الذي أدى إلى إنشاء رابطة القراء.
كان الشيخ يقرأ ويُعلّمُ القرآن ومِمَّن تَتَلمذَ على يديه وتأثَّر به من القراء كامل يوسف البهتيمي ومحمد صديق المنشاوي، وكلاهما عاش ودرس في منزل الشيخ سلامة فترة من الوقت.
عاصر القارئ محمد سلامة الفترة الذهبية لعصر التلاوة، ونال شهرة واسعة رغم أنه لم يقرأ في الإذاعة أول الأمر، قال عنه الكاتب محمود السعدني في كتابه «ألحان السماء»: «عاصر الفترة الذهبية لعصر التلاوة أيام الشيخ علي محمود وغيره، ونال من الشهرة ومن المجد مالم ينله مقرئ من قبل حتى ولا الشيخ أحمد ندا،...».